# Lieselotte Kattwinkel

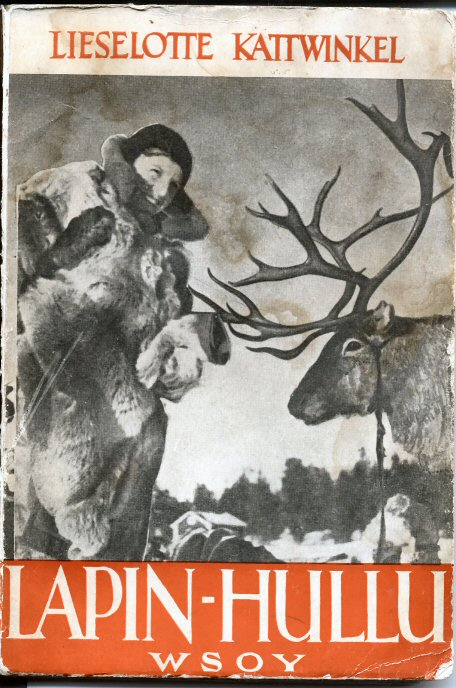
Die Autorin Lieselotte Kattwinkel mit einem Rentier in Lappland (1939)

Lieselotte Kattwinkel, verheiratete Lieselotte Pantenburg, (* 27. März 1915 in Solwytschegodsk, Russisches Kaiserreich; † wohl nach 1988) war eine deutsche Schriftstellerin, Übersetzerin und Fotografin.

## Leben und Werk
Die Eltern der während des Ersten Weltkriegs in Russland geborenen Kattwinkel stammten beide ursprünglich aus Westfalen. Lieselotte Kattwinkel war eine Nichte des bekannten Münchener Mediziners und Afrika-Forschungsreisenden Wilhelm Kattwinkel. Sie besuchte das vollhumanistische Merlo-Mevissen-Gymnasium in Köln und studierte anschließend Medizin und Völkerkunde. Sie arbeitete als Volontärin für den Reichssender Köln, wo sie ihren Mann kennen lernte, und schrieb Bild- und Reiseberichte für eine Anzahl Zeitungen.
Nach ihrer Heirat mit dem deutschen Polarschriftsteller Vitalis Pantenburg begleitete sie ihren Mann als Fotografin auf zahlreichen Forschungsreisen. Das Paar wohnte seit 1938 im Süden von Köln in Rodenkirchen, seit den 1950er Jahren im Hahnwald. 1939 begleitete sie ihren Mann von Köln aus mit dem Auto auf eine mehrwöchige Norwegenreise, die sie über die Vorkriegstrasse der legendären „Reichsstraße 50“ (norwegisch Riksvei 50, heute Europastraße 69) an das Nordkap führte und insgeheim auch der Vorbereitung für die deutsche Besetzung Norwegens im Jahr darauf diente.
Wie auch ihr Mann veröffentlichte Kattwinkel in der Kriegszeit ihre Reiseberichte und Fotoreportagen auch in Publikationen der NS-Propaganda; so erschien 1941 unter dem Titel Ruhno, die Seehundsinsel eine Reportage aus dem Baltikum von Lieselotte Kattwinkel in einem BDM-Jahrbuch für Mädchen.
Kattwinkels 1941 erschienene Bücher über Finnisch-Lappland Lapin Hullu. Eine Winterfahrt durch lappische Wildmarken und Lapplandfahrt im Rentierschlitten mit zahlreichen eigenen Fotografien wurden in mehrere Sprachen übersetzt (u. a. Finnisch, Norwegisch, Niederländisch und Spanisch) und bis in die 1950er Jahre in mehreren Auflagen nachgedruckt. Die Bücher beschreiben eine Reise von dem Ort Pallas über Pallastunturi und den See Pyhäjärvi in Karigasniemi sowie die Orte Inari, Ivalo und Suonikylä bis zum Eismeerhafen Liinahamari in Petsamo, die sie im Winter 1938 gemacht haben will. Laut Erno Paasilinna fanden die Reisen in Wirklichkeit jedoch im Spätwinter 1941, also kurz vor dem Beginn des Fortsetzungskrieges statt. Kattwinkels Ehemann, der als Spion für Deutschland tätig war, reiste zur selben Zeit von Pallas über Nordnorwegen nach Petsamo.
Im Jahr 1949/50 begleitete Lieselotte Pantenburg ihren Ehemann auf eine halbjährige Studienreise durch Kanada, auf der sie 30.000 km im Auto zurücklegten. Sie gehört damit zu den ersten Deutschen, die Kanada nach dem Zweiten Weltkrieg bereisten. Mit dem auf der Reise aufgenommenen Material entstanden unter anderem die Kulturfilme Neuland im Norden Amerikas und Hier fängt die Welt noch einmal an. 1954 wurde unter diesem Titel auch ein Buch mit Fotografien von Lieselotte Pantenburg veröffentlicht.
Ende der 1970er Jahre siedelte sich das Paar auf den Balearen an, wo Lieselotte Pantenburg 1988 in Capdepera auf Mallorca vermutlich noch lebte.

## Publikationen
- Mit dem Lappland-Express zum Eismeer, in: Die neue Gartenlaube, 1/1939, S. 16–18
- Runö. Schwedeninsel im Rigameer, in: Das Werk, Jg. 1941, Heft 8/9, S. 159–161
- Lapin Hullu. Eine Winterfahrt durch lappische Wildmarken, 118 Seiten, G. Westermann Verlag, Braunschweig 1941
- Lapplandfahrt im Rentierschlitten. Eine Winterfahrt durch lappische Wildmarken, 216 Seiten, G. Westermann Verlag, Braunschweig 1941
- Vitalis Pantenburg: Arktis. Erdteil der Zukunft, mit Fotos von Lieselotte Kattwinkel, Verlag Bagel, Düsseldorf 1949
- Vitalis Pantenburg: Hier fängt die Welt noch einmal an. Auf Kanadas neuen Straßen, mit Fotos von Lieselotte Pantenburg, Deutsche Verlagsgesellschaft, 1955
- Polarnacht über dem Lappenland. Von Lieselotte Kattwinkel. Mit vier sw. Aufnahmen. In: Westermanns Monatshefte, Halbjahresband 1952